# A'zaz
A'zaz (in arabo أعزاز‎?, Aʿzāz) e una cittadina della Siria, circa 30 chilometri a nord-nordovest da Aleppo (Ḥalab).
Fu una rocca della Terrasanta oggetto di aspri combattimenti; è ricordata per essere stato il sito della battaglia di Azaz tra gli Stati Crociati ed i Turchi Selgiuchidi l'11 giugno 1125.
A partire dalla seconda metà del XII secolo passò dalle mani dei Crociati a Saladino, che la restituì ad un nipote di Nūr al-Dīn Zengī dietro intercessione della giovane sorella di questi.